# Погосянц, Эрнест Левонович
Эрнест Левонович Погосянц 4 июня 1935, Чугуев — 16 августа 1990, Москва) — советский шахматный композитор, гроссмейстер (1988) и судья всесоюзной категории (1980) по шахматной композиции. Автор ряда статей по этюдной композиции. Преподаватель математики в школе.
Рекордсмен по числу составленных композиций; с 1959 опубликовал свыше 4 тысяч этюдов и 800 задач различных жанров. 8-кратный финалист личных чемпионатов СССР (1962—1981); бронзовый призёр 9-го (1969), 10-го (1971), 12-го (1976) и 13-го (1981) чемпионатов. Участник многих конкурсов, где удостоен около 550 отличий, в том числе 230 призов (70 первых). 6-кратный чемпион Москвы (1961—1985). Составитель большого числа миниатюр и малюток. В композиции стремился выразить максимальное содержание минимальными средствами, добиться эффектных решений, следуя, по возможности, классическим канонам.

## Этюды
|   | a | b | c | d | e | f | g | h |   |
| - | --- | --- | --- | --- | --- | --- | --- | --- | - |
| 8 | e7 белый король · g7 чёрный конь · h7 чёрная пешка · b5 белый слон · d5 белая пешка · h5 чёрный король · e4 чёрная пешка | e7 белый король · g7 чёрный конь · h7 чёрная пешка · b5 белый слон · d5 белая пешка · h5 чёрный король · e4 чёрная пешка | e7 белый король · g7 чёрный конь · h7 чёрная пешка · b5 белый слон · d5 белая пешка · h5 чёрный король · e4 чёрная пешка | e7 белый король · g7 чёрный конь · h7 чёрная пешка · b5 белый слон · d5 белая пешка · h5 чёрный король · e4 чёрная пешка | e7 белый король · g7 чёрный конь · h7 чёрная пешка · b5 белый слон · d5 белая пешка · h5 чёрный король · e4 чёрная пешка | e7 белый король · g7 чёрный конь · h7 чёрная пешка · b5 белый слон · d5 белая пешка · h5 чёрный король · e4 чёрная пешка | e7 белый король · g7 чёрный конь · h7 чёрная пешка · b5 белый слон · d5 белая пешка · h5 чёрный король · e4 чёрная пешка | e7 белый король · g7 чёрный конь · h7 чёрная пешка · b5 белый слон · d5 белая пешка · h5 чёрный король · e4 чёрная пешка | 8 |
| 7 | e7 белый король · g7 чёрный конь · h7 чёрная пешка · b5 белый слон · d5 белая пешка · h5 чёрный король · e4 чёрная пешка | e7 белый король · g7 чёрный конь · h7 чёрная пешка · b5 белый слон · d5 белая пешка · h5 чёрный король · e4 чёрная пешка | e7 белый король · g7 чёрный конь · h7 чёрная пешка · b5 белый слон · d5 белая пешка · h5 чёрный король · e4 чёрная пешка | e7 белый король · g7 чёрный конь · h7 чёрная пешка · b5 белый слон · d5 белая пешка · h5 чёрный король · e4 чёрная пешка | e7 белый король · g7 чёрный конь · h7 чёрная пешка · b5 белый слон · d5 белая пешка · h5 чёрный король · e4 чёрная пешка | e7 белый король · g7 чёрный конь · h7 чёрная пешка · b5 белый слон · d5 белая пешка · h5 чёрный король · e4 чёрная пешка | e7 белый король · g7 чёрный конь · h7 чёрная пешка · b5 белый слон · d5 белая пешка · h5 чёрный король · e4 чёрная пешка | e7 белый король · g7 чёрный конь · h7 чёрная пешка · b5 белый слон · d5 белая пешка · h5 чёрный король · e4 чёрная пешка | 7 |
| 6 | e7 белый король · g7 чёрный конь · h7 чёрная пешка · b5 белый слон · d5 белая пешка · h5 чёрный король · e4 чёрная пешка | e7 белый король · g7 чёрный конь · h7 чёрная пешка · b5 белый слон · d5 белая пешка · h5 чёрный король · e4 чёрная пешка | e7 белый король · g7 чёрный конь · h7 чёрная пешка · b5 белый слон · d5 белая пешка · h5 чёрный король · e4 чёрная пешка | e7 белый король · g7 чёрный конь · h7 чёрная пешка · b5 белый слон · d5 белая пешка · h5 чёрный король · e4 чёрная пешка | e7 белый король · g7 чёрный конь · h7 чёрная пешка · b5 белый слон · d5 белая пешка · h5 чёрный король · e4 чёрная пешка | e7 белый король · g7 чёрный конь · h7 чёрная пешка · b5 белый слон · d5 белая пешка · h5 чёрный король · e4 чёрная пешка | e7 белый король · g7 чёрный конь · h7 чёрная пешка · b5 белый слон · d5 белая пешка · h5 чёрный король · e4 чёрная пешка | e7 белый король · g7 чёрный конь · h7 чёрная пешка · b5 белый слон · d5 белая пешка · h5 чёрный король · e4 чёрная пешка | 6 |
| 5 | e7 белый король · g7 чёрный конь · h7 чёрная пешка · b5 белый слон · d5 белая пешка · h5 чёрный король · e4 чёрная пешка | e7 белый король · g7 чёрный конь · h7 чёрная пешка · b5 белый слон · d5 белая пешка · h5 чёрный король · e4 чёрная пешка | e7 белый король · g7 чёрный конь · h7 чёрная пешка · b5 белый слон · d5 белая пешка · h5 чёрный король · e4 чёрная пешка | e7 белый король · g7 чёрный конь · h7 чёрная пешка · b5 белый слон · d5 белая пешка · h5 чёрный король · e4 чёрная пешка | e7 белый король · g7 чёрный конь · h7 чёрная пешка · b5 белый слон · d5 белая пешка · h5 чёрный король · e4 чёрная пешка | e7 белый король · g7 чёрный конь · h7 чёрная пешка · b5 белый слон · d5 белая пешка · h5 чёрный король · e4 чёрная пешка | e7 белый король · g7 чёрный конь · h7 чёрная пешка · b5 белый слон · d5 белая пешка · h5 чёрный король · e4 чёрная пешка | e7 белый король · g7 чёрный конь · h7 чёрная пешка · b5 белый слон · d5 белая пешка · h5 чёрный король · e4 чёрная пешка | 5 |
| 4 | e7 белый король · g7 чёрный конь · h7 чёрная пешка · b5 белый слон · d5 белая пешка · h5 чёрный король · e4 чёрная пешка | e7 белый король · g7 чёрный конь · h7 чёрная пешка · b5 белый слон · d5 белая пешка · h5 чёрный король · e4 чёрная пешка | e7 белый король · g7 чёрный конь · h7 чёрная пешка · b5 белый слон · d5 белая пешка · h5 чёрный король · e4 чёрная пешка | e7 белый король · g7 чёрный конь · h7 чёрная пешка · b5 белый слон · d5 белая пешка · h5 чёрный король · e4 чёрная пешка | e7 белый король · g7 чёрный конь · h7 чёрная пешка · b5 белый слон · d5 белая пешка · h5 чёрный король · e4 чёрная пешка | e7 белый король · g7 чёрный конь · h7 чёрная пешка · b5 белый слон · d5 белая пешка · h5 чёрный король · e4 чёрная пешка | e7 белый король · g7 чёрный конь · h7 чёрная пешка · b5 белый слон · d5 белая пешка · h5 чёрный король · e4 чёрная пешка | e7 белый король · g7 чёрный конь · h7 чёрная пешка · b5 белый слон · d5 белая пешка · h5 чёрный король · e4 чёрная пешка | 4 |
| 3 | e7 белый король · g7 чёрный конь · h7 чёрная пешка · b5 белый слон · d5 белая пешка · h5 чёрный король · e4 чёрная пешка | e7 белый король · g7 чёрный конь · h7 чёрная пешка · b5 белый слон · d5 белая пешка · h5 чёрный король · e4 чёрная пешка | e7 белый король · g7 чёрный конь · h7 чёрная пешка · b5 белый слон · d5 белая пешка · h5 чёрный король · e4 чёрная пешка | e7 белый король · g7 чёрный конь · h7 чёрная пешка · b5 белый слон · d5 белая пешка · h5 чёрный король · e4 чёрная пешка | e7 белый король · g7 чёрный конь · h7 чёрная пешка · b5 белый слон · d5 белая пешка · h5 чёрный король · e4 чёрная пешка | e7 белый король · g7 чёрный конь · h7 чёрная пешка · b5 белый слон · d5 белая пешка · h5 чёрный король · e4 чёрная пешка | e7 белый король · g7 чёрный конь · h7 чёрная пешка · b5 белый слон · d5 белая пешка · h5 чёрный король · e4 чёрная пешка | e7 белый король · g7 чёрный конь · h7 чёрная пешка · b5 белый слон · d5 белая пешка · h5 чёрный король · e4 чёрная пешка | 3 |
| 2 | e7 белый король · g7 чёрный конь · h7 чёрная пешка · b5 белый слон · d5 белая пешка · h5 чёрный король · e4 чёрная пешка | e7 белый король · g7 чёрный конь · h7 чёрная пешка · b5 белый слон · d5 белая пешка · h5 чёрный король · e4 чёрная пешка | e7 белый король · g7 чёрный конь · h7 чёрная пешка · b5 белый слон · d5 белая пешка · h5 чёрный король · e4 чёрная пешка | e7 белый король · g7 чёрный конь · h7 чёрная пешка · b5 белый слон · d5 белая пешка · h5 чёрный король · e4 чёрная пешка | e7 белый король · g7 чёрный конь · h7 чёрная пешка · b5 белый слон · d5 белая пешка · h5 чёрный король · e4 чёрная пешка | e7 белый король · g7 чёрный конь · h7 чёрная пешка · b5 белый слон · d5 белая пешка · h5 чёрный король · e4 чёрная пешка | e7 белый король · g7 чёрный конь · h7 чёрная пешка · b5 белый слон · d5 белая пешка · h5 чёрный король · e4 чёрная пешка | e7 белый король · g7 чёрный конь · h7 чёрная пешка · b5 белый слон · d5 белая пешка · h5 чёрный король · e4 чёрная пешка | 2 |
| 1 | e7 белый король · g7 чёрный конь · h7 чёрная пешка · b5 белый слон · d5 белая пешка · h5 чёрный король · e4 чёрная пешка | e7 белый король · g7 чёрный конь · h7 чёрная пешка · b5 белый слон · d5 белая пешка · h5 чёрный король · e4 чёрная пешка | e7 белый король · g7 чёрный конь · h7 чёрная пешка · b5 белый слон · d5 белая пешка · h5 чёрный король · e4 чёрная пешка | e7 белый король · g7 чёрный конь · h7 чёрная пешка · b5 белый слон · d5 белая пешка · h5 чёрный король · e4 чёрная пешка | e7 белый король · g7 чёрный конь · h7 чёрная пешка · b5 белый слон · d5 белая пешка · h5 чёрный король · e4 чёрная пешка | e7 белый король · g7 чёрный конь · h7 чёрная пешка · b5 белый слон · d5 белая пешка · h5 чёрный король · e4 чёрная пешка | e7 белый король · g7 чёрный конь · h7 чёрная пешка · b5 белый слон · d5 белая пешка · h5 чёрный король · e4 чёрная пешка | e7 белый король · g7 чёрный конь · h7 чёрная пешка · b5 белый слон · d5 белая пешка · h5 чёрный король · e4 чёрная пешка | 1 |
|   | a | b | c | d | e | f | g | h |   |

1.Крf6! Крh6 2.d6 Кe8+ 3.С:e8 e3 4.d7! (4.Сb5? e2 5.С:e2 — пат) 

4. ... e2 5.d8К! e1К! (5. ... e1Ф 6.Кf7+ Крh5 7.Кe5+ Крh4 8.Кf3+) 

6.Кc6 Кf3 7.Кe7 Кh4 8.Кg8# Интересны мотивировки взаимных превращений пешек в коней.
|   | a | b | c | d | e | f | g | h |   |
| - | --- | --- | --- | --- | --- | --- | --- | --- | - |
| 8 | c8 чёрный слон · g8 белый король · h6 чёрный король · c4 белый ферзь · e4 белый конь · h4 чёрный конь · a2 чёрная пешка · a1 чёрный ферзь · d1 белый слон | c8 чёрный слон · g8 белый король · h6 чёрный король · c4 белый ферзь · e4 белый конь · h4 чёрный конь · a2 чёрная пешка · a1 чёрный ферзь · d1 белый слон | c8 чёрный слон · g8 белый король · h6 чёрный король · c4 белый ферзь · e4 белый конь · h4 чёрный конь · a2 чёрная пешка · a1 чёрный ферзь · d1 белый слон | c8 чёрный слон · g8 белый король · h6 чёрный король · c4 белый ферзь · e4 белый конь · h4 чёрный конь · a2 чёрная пешка · a1 чёрный ферзь · d1 белый слон | c8 чёрный слон · g8 белый король · h6 чёрный король · c4 белый ферзь · e4 белый конь · h4 чёрный конь · a2 чёрная пешка · a1 чёрный ферзь · d1 белый слон | c8 чёрный слон · g8 белый король · h6 чёрный король · c4 белый ферзь · e4 белый конь · h4 чёрный конь · a2 чёрная пешка · a1 чёрный ферзь · d1 белый слон | c8 чёрный слон · g8 белый король · h6 чёрный король · c4 белый ферзь · e4 белый конь · h4 чёрный конь · a2 чёрная пешка · a1 чёрный ферзь · d1 белый слон | c8 чёрный слон · g8 белый король · h6 чёрный король · c4 белый ферзь · e4 белый конь · h4 чёрный конь · a2 чёрная пешка · a1 чёрный ферзь · d1 белый слон | 8 |
| 7 | c8 чёрный слон · g8 белый король · h6 чёрный король · c4 белый ферзь · e4 белый конь · h4 чёрный конь · a2 чёрная пешка · a1 чёрный ферзь · d1 белый слон | c8 чёрный слон · g8 белый король · h6 чёрный король · c4 белый ферзь · e4 белый конь · h4 чёрный конь · a2 чёрная пешка · a1 чёрный ферзь · d1 белый слон | c8 чёрный слон · g8 белый король · h6 чёрный король · c4 белый ферзь · e4 белый конь · h4 чёрный конь · a2 чёрная пешка · a1 чёрный ферзь · d1 белый слон | c8 чёрный слон · g8 белый король · h6 чёрный король · c4 белый ферзь · e4 белый конь · h4 чёрный конь · a2 чёрная пешка · a1 чёрный ферзь · d1 белый слон | c8 чёрный слон · g8 белый король · h6 чёрный король · c4 белый ферзь · e4 белый конь · h4 чёрный конь · a2 чёрная пешка · a1 чёрный ферзь · d1 белый слон | c8 чёрный слон · g8 белый король · h6 чёрный король · c4 белый ферзь · e4 белый конь · h4 чёрный конь · a2 чёрная пешка · a1 чёрный ферзь · d1 белый слон | c8 чёрный слон · g8 белый король · h6 чёрный король · c4 белый ферзь · e4 белый конь · h4 чёрный конь · a2 чёрная пешка · a1 чёрный ферзь · d1 белый слон | c8 чёрный слон · g8 белый король · h6 чёрный король · c4 белый ферзь · e4 белый конь · h4 чёрный конь · a2 чёрная пешка · a1 чёрный ферзь · d1 белый слон | 7 |
| 6 | c8 чёрный слон · g8 белый король · h6 чёрный король · c4 белый ферзь · e4 белый конь · h4 чёрный конь · a2 чёрная пешка · a1 чёрный ферзь · d1 белый слон | c8 чёрный слон · g8 белый король · h6 чёрный король · c4 белый ферзь · e4 белый конь · h4 чёрный конь · a2 чёрная пешка · a1 чёрный ферзь · d1 белый слон | c8 чёрный слон · g8 белый король · h6 чёрный король · c4 белый ферзь · e4 белый конь · h4 чёрный конь · a2 чёрная пешка · a1 чёрный ферзь · d1 белый слон | c8 чёрный слон · g8 белый король · h6 чёрный король · c4 белый ферзь · e4 белый конь · h4 чёрный конь · a2 чёрная пешка · a1 чёрный ферзь · d1 белый слон | c8 чёрный слон · g8 белый король · h6 чёрный король · c4 белый ферзь · e4 белый конь · h4 чёрный конь · a2 чёрная пешка · a1 чёрный ферзь · d1 белый слон | c8 чёрный слон · g8 белый король · h6 чёрный король · c4 белый ферзь · e4 белый конь · h4 чёрный конь · a2 чёрная пешка · a1 чёрный ферзь · d1 белый слон | c8 чёрный слон · g8 белый король · h6 чёрный король · c4 белый ферзь · e4 белый конь · h4 чёрный конь · a2 чёрная пешка · a1 чёрный ферзь · d1 белый слон | c8 чёрный слон · g8 белый король · h6 чёрный король · c4 белый ферзь · e4 белый конь · h4 чёрный конь · a2 чёрная пешка · a1 чёрный ферзь · d1 белый слон | 6 |
| 5 | c8 чёрный слон · g8 белый король · h6 чёрный король · c4 белый ферзь · e4 белый конь · h4 чёрный конь · a2 чёрная пешка · a1 чёрный ферзь · d1 белый слон | c8 чёрный слон · g8 белый король · h6 чёрный король · c4 белый ферзь · e4 белый конь · h4 чёрный конь · a2 чёрная пешка · a1 чёрный ферзь · d1 белый слон | c8 чёрный слон · g8 белый король · h6 чёрный король · c4 белый ферзь · e4 белый конь · h4 чёрный конь · a2 чёрная пешка · a1 чёрный ферзь · d1 белый слон | c8 чёрный слон · g8 белый король · h6 чёрный король · c4 белый ферзь · e4 белый конь · h4 чёрный конь · a2 чёрная пешка · a1 чёрный ферзь · d1 белый слон | c8 чёрный слон · g8 белый король · h6 чёрный король · c4 белый ферзь · e4 белый конь · h4 чёрный конь · a2 чёрная пешка · a1 чёрный ферзь · d1 белый слон | c8 чёрный слон · g8 белый король · h6 чёрный король · c4 белый ферзь · e4 белый конь · h4 чёрный конь · a2 чёрная пешка · a1 чёрный ферзь · d1 белый слон | c8 чёрный слон · g8 белый король · h6 чёрный король · c4 белый ферзь · e4 белый конь · h4 чёрный конь · a2 чёрная пешка · a1 чёрный ферзь · d1 белый слон | c8 чёрный слон · g8 белый король · h6 чёрный король · c4 белый ферзь · e4 белый конь · h4 чёрный конь · a2 чёрная пешка · a1 чёрный ферзь · d1 белый слон | 5 |
| 4 | c8 чёрный слон · g8 белый король · h6 чёрный король · c4 белый ферзь · e4 белый конь · h4 чёрный конь · a2 чёрная пешка · a1 чёрный ферзь · d1 белый слон | c8 чёрный слон · g8 белый король · h6 чёрный король · c4 белый ферзь · e4 белый конь · h4 чёрный конь · a2 чёрная пешка · a1 чёрный ферзь · d1 белый слон | c8 чёрный слон · g8 белый король · h6 чёрный король · c4 белый ферзь · e4 белый конь · h4 чёрный конь · a2 чёрная пешка · a1 чёрный ферзь · d1 белый слон | c8 чёрный слон · g8 белый король · h6 чёрный король · c4 белый ферзь · e4 белый конь · h4 чёрный конь · a2 чёрная пешка · a1 чёрный ферзь · d1 белый слон | c8 чёрный слон · g8 белый король · h6 чёрный король · c4 белый ферзь · e4 белый конь · h4 чёрный конь · a2 чёрная пешка · a1 чёрный ферзь · d1 белый слон | c8 чёрный слон · g8 белый король · h6 чёрный король · c4 белый ферзь · e4 белый конь · h4 чёрный конь · a2 чёрная пешка · a1 чёрный ферзь · d1 белый слон | c8 чёрный слон · g8 белый король · h6 чёрный король · c4 белый ферзь · e4 белый конь · h4 чёрный конь · a2 чёрная пешка · a1 чёрный ферзь · d1 белый слон | c8 чёрный слон · g8 белый король · h6 чёрный король · c4 белый ферзь · e4 белый конь · h4 чёрный конь · a2 чёрная пешка · a1 чёрный ферзь · d1 белый слон | 4 |
| 3 | c8 чёрный слон · g8 белый король · h6 чёрный король · c4 белый ферзь · e4 белый конь · h4 чёрный конь · a2 чёрная пешка · a1 чёрный ферзь · d1 белый слон | c8 чёрный слон · g8 белый король · h6 чёрный король · c4 белый ферзь · e4 белый конь · h4 чёрный конь · a2 чёрная пешка · a1 чёрный ферзь · d1 белый слон | c8 чёрный слон · g8 белый король · h6 чёрный король · c4 белый ферзь · e4 белый конь · h4 чёрный конь · a2 чёрная пешка · a1 чёрный ферзь · d1 белый слон | c8 чёрный слон · g8 белый король · h6 чёрный король · c4 белый ферзь · e4 белый конь · h4 чёрный конь · a2 чёрная пешка · a1 чёрный ферзь · d1 белый слон | c8 чёрный слон · g8 белый король · h6 чёрный король · c4 белый ферзь · e4 белый конь · h4 чёрный конь · a2 чёрная пешка · a1 чёрный ферзь · d1 белый слон | c8 чёрный слон · g8 белый король · h6 чёрный король · c4 белый ферзь · e4 белый конь · h4 чёрный конь · a2 чёрная пешка · a1 чёрный ферзь · d1 белый слон | c8 чёрный слон · g8 белый король · h6 чёрный король · c4 белый ферзь · e4 белый конь · h4 чёрный конь · a2 чёрная пешка · a1 чёрный ферзь · d1 белый слон | c8 чёрный слон · g8 белый король · h6 чёрный король · c4 белый ферзь · e4 белый конь · h4 чёрный конь · a2 чёрная пешка · a1 чёрный ферзь · d1 белый слон | 3 |
| 2 | c8 чёрный слон · g8 белый король · h6 чёрный король · c4 белый ферзь · e4 белый конь · h4 чёрный конь · a2 чёрная пешка · a1 чёрный ферзь · d1 белый слон | c8 чёрный слон · g8 белый король · h6 чёрный король · c4 белый ферзь · e4 белый конь · h4 чёрный конь · a2 чёрная пешка · a1 чёрный ферзь · d1 белый слон | c8 чёрный слон · g8 белый король · h6 чёрный король · c4 белый ферзь · e4 белый конь · h4 чёрный конь · a2 чёрная пешка · a1 чёрный ферзь · d1 белый слон | c8 чёрный слон · g8 белый король · h6 чёрный король · c4 белый ферзь · e4 белый конь · h4 чёрный конь · a2 чёрная пешка · a1 чёрный ферзь · d1 белый слон | c8 чёрный слон · g8 белый король · h6 чёрный король · c4 белый ферзь · e4 белый конь · h4 чёрный конь · a2 чёрная пешка · a1 чёрный ферзь · d1 белый слон | c8 чёрный слон · g8 белый король · h6 чёрный король · c4 белый ферзь · e4 белый конь · h4 чёрный конь · a2 чёрная пешка · a1 чёрный ферзь · d1 белый слон | c8 чёрный слон · g8 белый король · h6 чёрный король · c4 белый ферзь · e4 белый конь · h4 чёрный конь · a2 чёрная пешка · a1 чёрный ферзь · d1 белый слон | c8 чёрный слон · g8 белый король · h6 чёрный король · c4 белый ферзь · e4 белый конь · h4 чёрный конь · a2 чёрная пешка · a1 чёрный ферзь · d1 белый слон | 2 |
| 1 | c8 чёрный слон · g8 белый король · h6 чёрный король · c4 белый ферзь · e4 белый конь · h4 чёрный конь · a2 чёрная пешка · a1 чёрный ферзь · d1 белый слон | c8 чёрный слон · g8 белый король · h6 чёрный король · c4 белый ферзь · e4 белый конь · h4 чёрный конь · a2 чёрная пешка · a1 чёрный ферзь · d1 белый слон | c8 чёрный слон · g8 белый король · h6 чёрный король · c4 белый ферзь · e4 белый конь · h4 чёрный конь · a2 чёрная пешка · a1 чёрный ферзь · d1 белый слон | c8 чёрный слон · g8 белый король · h6 чёрный король · c4 белый ферзь · e4 белый конь · h4 чёрный конь · a2 чёрная пешка · a1 чёрный ферзь · d1 белый слон | c8 чёрный слон · g8 белый король · h6 чёрный король · c4 белый ферзь · e4 белый конь · h4 чёрный конь · a2 чёрная пешка · a1 чёрный ферзь · d1 белый слон | c8 чёрный слон · g8 белый король · h6 чёрный король · c4 белый ферзь · e4 белый конь · h4 чёрный конь · a2 чёрная пешка · a1 чёрный ферзь · d1 белый слон | c8 чёрный слон · g8 белый король · h6 чёрный король · c4 белый ферзь · e4 белый конь · h4 чёрный конь · a2 чёрная пешка · a1 чёрный ферзь · d1 белый слон | c8 чёрный слон · g8 белый король · h6 чёрный король · c4 белый ферзь · e4 белый конь · h4 чёрный конь · a2 чёрная пешка · a1 чёрный ферзь · d1 белый слон | 1 |
|   | a | b | c | d | e | f | g | h |   |

1.Фf7! Фh8+! (в расчёте на пат) 2.Кр:h8 a1Ф+ 3.Крg8 Фh8+! 

4.Кр:h8 Кg6+ 5.Крg8 Сe6! 6.Кg5! (6.Ф:e6? — пат или 6.Кd6? Кe7+ 7.Крf8 Кg6+ — ничья) 

6. ... С:f7 (не спасает 6. ... Кe7+ 7.Крf8 Кg6+ 8.Ф:g6+ и 9.К:e6) 7.К:f7#